# San Cristóbal de la Vega
San Cristóbal de la Vega – gmina w Hiszpanii, w prowincji Segowia, w Kastylii i León, o powierzchni 15,16 km². W 2011 roku gmina liczyła 127 mieszkańców.